# Hamou Bouakkaz
Pour les articles homonymes, voir Bouakkaz.
Hamou Bouakkaz, né le 8 février 1964 à Alger, est un homme politique français membre du Parti socialiste, et responsable associatif. Il est adjoint au maire de Paris entre 2008 et 2014. Aveugle de naissance, il est l'un des très rares élus français porteurs d'un handicap.

## Enfance et études
Hamou Bouakkaz naît en 1964 à Belcourt, dans la banlieue d'Alger, d'une famille kabyle d'origine modeste. Ses parents émigrent en France lorsqu'il a deux ans, espérant pouvoir ainsi soigner sa cécité. Il arrive à Bezons, dans un logement très précaire. Il suit sa scolarité dans des classes d'élèves aveugles, avec une ouverture sur le monde de la culture. Il est élu délégué de classe dès la sixième. Au collège, il crée le Comité pour l'information du Premier cycle, dans le but de permettre à des élèves aveugles de se faire lire la presse de gauche.
Il entre au lycée Victor-Duruy en 1979, et milite la même année pour l'accessibilité de la Gare de Nanterre-Préfecture, ainsi que contre l'orientation de la journée nationale des aveugles, tournée vers la charité. Il rencontre François Mitterrand à cette occasion. Il décroche un baccalauréat C à Victor-Duruy, puis obtient une maîtrise de mathématiques à l'Université de Paris VI. Il est diplômé de l'École nationale supérieure des télécommunications - Paris (1988). Il détient aussi un DU de médiateur, obtenu à Paris II.

## Responsabilités associatives
De 1988 à 1994, Hamou Bouakkaz anime des groupes de travail dans le cadre de projets européens, dans le domaine de l’accès aux transports et à l’information du public en situation de handicap. Il expérimente la diffusion de journaux de la grande presse européenne par le canal radio avec indexation , etc.
Depuis 2005, il est administrateur de l’ADAPT, Association pour l’insertion sociale et professionnelle des personnes handicapées. Cette association, gestionnaire de 41 établissements, a créé un réseau de parrainage et d’accompagnement vers l’emploi des personnes handicapées.
Militant associatif, Hamou Bouakkaz est entre 2006 et 2009 administrateur de l’Agefiph, association créée par la loi sur le handicap de 1987 et destinée à développer l'emploi des personnes handicapées dans les entreprises. Dans ce cadre, il recrute Josef Schovanec, en 2006, en tant qu'assistant dans ces activités. 
Hamou Bouakkaz est également administrateur du Mouvement pour une Citoyenneté Active, qui milite pour une refondation démocratique de la gauche notamment par le biais de l'intégration politique des citoyens français d'origine étrangère.  
Président de l’association Paul Guinot en faveur des aveugles et des malvoyants, administrateur du Comité National pour la Promotion Sociale des Aveugles et Amblyopes (association regroupant l’ensemble des associations de malvoyants ayant une présence nationale), il est également membre de commissions spécialisées de l’Union Européenne des Aveugles et d’associations de solidarité internationale.

## Carrière politique et professionnelle

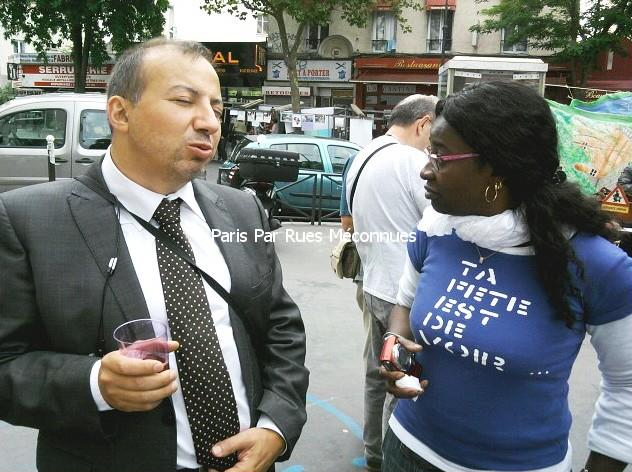
Angénic Agnero avec Hamou Bouakkaz

En 1984, après la fin de ses études, il propose ses services à l'organisation nationale des aveugles et aux ministères d'Algérie, mais ne reçoit aucune proposition d'emploi. Il demande la nationalité française en 1987, et l'obtient en 1989, alors qu'il a intégré le service informatique du Crédit lyonnais. C'est notamment l'application de la loi de 1987 sur l'emploi des personnes handicapées qui lui permet d'accéder au matériel technologique nécessaire à ses fonctions.
Il devient cadre bancaire, chargé du Cash management pour le Crédit lyonnais de 1999 à 2001, puis opérateur en Salle de marchés entre 1993 et 1999. De nombreux clients n'ont même pas remarqué qu'ils avaient affaire à un aveugle[réf. nécessaire].
Entre 1999 et 2001, il est directeur du projet Euro-vision France pour l’appropriation de l’euro par les personnes déficientes visuelles.
Entre 2001 et 2007, Hamou Bouakkaz est conseiller technique auprès du maire de Paris, Bertrand Delanoë, chargé de l'inclusion des personnes handicapées à la vie de la cité.
Hamou Bouakkaz est de 2008 à 2014 adjoint au maire de Paris pour la démocratie locale et la vie associative. Il a été par ailleurs suppléant de Danièle Hoffman-Rispal, députée de la circonscription de Paris.
Dans le cadre des élections municipales de 2014, il rejoint la candidate PS Anne Hidalgo, figurant sur la liste du 20e arrondissement de Paris.
Conseiller de Paris, il figure à nouveau en position éligible lors du premier tour des élections municipales à Paris, le 23 mars 2014. Le 25 mars 2014, à la suite de l'accord passé avec Europe Écologie Les Verts, il est rétrogradé à la 14e position sur la liste du 20e, le rendant inéligible au Conseil de Paris. Il n'exerce plus de fonctions politiques depuis juin 2020. Il est directeur de l'inclusion chez Mobicap depuis novembre 2019.

## Prises de position et distinctions
En tant qu'adjoint au Maire de Paris chargé de la vie associative, Hamou Bouakkaz a initié le dépôt des demandes de subventions par Internet, une démarche rendue plus simple pour les associations, et moins coûteuse pour les Parisiens et pour l’environnement. 
En tant qu'adjoint au Maire chargé de la Démocratie Locale, Hamou Bouakkaz a notamment mené à bien la création de la Charte Parisienne de la participation, visant à redonner leur voix aux habitants dans les affaires publiques parisiennes, par exemple en créant un droit d'interpellation, en systématisant les consultations avant toute prise de décision. Avec la Commission Parisienne du Débat Public, il œuvre pour leur garantir le principe de concertation sur tous les projets portés par la ville. 
Il crée également l'Université Populaire de la Citoyenneté Active, gratuite et ouverte à tous, permettant aux citoyens actifs d'être formés et être ainsi plus efficaces dans leur engagement. 
Il œuvre à la poursuite du développement de la démocratie locale à Paris, au-delà des origines géographiques, des handicaps, de la situation sociale de chacun.
Le 18 mars 2014, le président de la république François Hollande lui remet les insignes de Chevalier de la Légion d'honneur au Palais de l'Élysée.

## Œuvres
- [Bouakkaz et Bouttier 2011] Hamou Bouakkaz et Noël Bouttier (préf. Stéphane Hessel), Aveugle, Arabe et homme politique, ça vous étonne ? : Entretiens avec Noël Bouttier, Desclée de Brouwer, 2011, 237 p.

### Sources
- [Le Parisien 2011] « Aveugle, arabe et adjoint au maire de Paris », Le Parisien,‎ 24 mai 2011 (lire en ligne)
- [Varlik 2012] Selami Varlik, « Hamou Bouakkaz : « La gauche n’aime pas les musulmans », sur saphirnews.com, 10 février 2012 (consulté le 6 novembre 2019)
- « Hamou Bouakkaz Doublement minoritaire », Le courrier de l’Atlas, 16 mai 2009